# Albert Ventura
Albert Ventura Pedreño (Badalona, 7 aprile 1992) è un cestista spagnolo.